# Force Gidéon
La Force Gidéon est une force militaire de l'Armée du Royaume-Uni, active durant la Seconde Guerre mondiale.

## Histoire

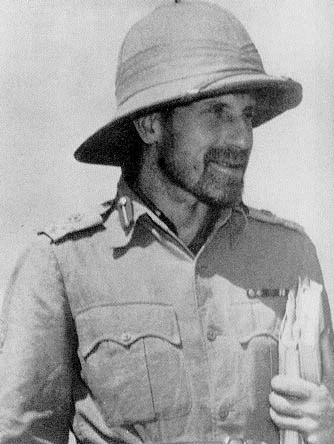
Le Brigadier général Orde Wingate.

La Force Gidéon était une petite force spéciale africaine dirigée par les Britanniques qui a agi comme un corps d'élite au sein de la Force de défense irrégulière du Soudan et d'Éthiopie, contre les forces d'occupation italiennes en Éthiopie pendant la Campagne d'Afrique de l'Est (Seconde Guerre mondiale). Le leader et créateur de la force était le major Orde Wingate.
L'Italie a occupé une partie de l'Éthiopie en 1936, et par la suite a créé l'Afrique orientale italienne (couvrant l'Éthiopie moderne, de l'Érythrée à la Somalie). Les troupes italiennes en Éthiopie étaient au nombre d'environ 250 000, des Érythréens pour plupart d'entre eux et recrutés pour l'armée italienne.
Lorsque le dictateur italien Benito Mussolini a déclaré la guerre à la France et la Grande-Bretagne en juin 1940, les forces italiennes sont devenues une menace pour les voies d'approvisionnement britanniques en mer Rouge et au canal de Suez. Les troupes britanniques en Égypte et au Soudan étaient moins nombreuses par rapport aux forces italiennes en Éthiopie et la Libye.
À court d'hommes, le général Archibald Wavell (le commandant en chef au Moyen-Orient) avait besoin de soutiens locaux. L'empereur Haïlé Sélassié Ier d'Éthiopie, l'empereur déchu qui vivait en Angleterre depuis que les Italiens avaient envahi son pays en 1936 pendant la Seconde guerre italo-éthiopienne, proposa à l’Angleterre des résistants éthiopiens appelés les Arbegnoch (« patriotes ») qui avaient combattu les Italiens depuis le début de l'occupation. Ils ont attaqué les forts italiens et des lignes de communication.
En juin 1940, Wavell a invité l'empereur Sélassié au Soudan pour demander si ses partisans pouvaient se rallier à lui. En juillet 1940, le gouvernement britannique a reconnu Haïlé Selassié et a promis de l'aider.
En août 1940, la mission 101, britannique, dirigée par le colonel Daniel Sandford. Le rôle de la Mission 101 a été de contacter le Arbegnoch et de faire des dons d'argent aux dirigeants locaux qui ont accepté de lutter contre les Italiens. Ils ont alors organisé des « centres opérationnels » (de petits groupes d'officiers et de sous-officiers) chargés de fournir des armes, des formations et des coordinations pour les attaques des Arbegnoch.
À la fin d'octobre 1940, en raison de la menace croissante de l'Axe au Moyen-Orient, le ministre britannique des Affaires étrangères, Anthony Eden a organisé une conférence à Khartoum. L'importance de vaincre l'armée italienne en Afrique de l'Est avant les opérations en Afrique du Nord était devenue une priorité afin d'éviter tout conflit sur deux fronts.
Le plan général d'attaque, y compris l'utilisation des forces irrégulières éthiopiennes, a été convenu lors de cette conférence. En outre, il était convenu un niveau accru de soutien aux Arbegnoch.
Une partie du soutien débuta en novembre 1940 avec le Major Orde Wingate à Khartoum comme officier d'état major de la Mission 101. Wavell avait rencontré Wingate pendant leur service en Palestine. Le 6 novembre 1940, Wingate est arrivé à Khartoum.

## Opérations militaires
Wingate créé sa formation composée d'un bataillon de Soudanais et d'un bataillon d'Éthiopiens, principalement composée de soldats qui avaient servi dans l'armée éthiopienne ainsi que certains membres de la Force de la Haganah qui ont servi avec lui en Palestine en 1936.
Au total, cette troupe ne compte que 2 000 hommes et 18 000 chameaux destinés au transport. Les chameaux sont sous la garde de Laurens van der Post qui allait devenir un auteur célèbre. L'explorateur et auteur Wilfred Thesiger est l'un des commandants de la force. Wingate nomme sa troupe de soldats "armée de Gédéon", d'après la figure biblique de Gédéon.
Les troupes de la Force de Gédion partent en décembre 1940 par petites colonnes vers le mont Belaya dans la région de Amhara (région).
En janvier 1941, la force est élargie à deux divisions. Elle se renforce également leurs au Kenya avec trois divisions sous les ordres du lieutenant-général Alan Cunningham. Les 18 et 19 janvier 1941, les offensives britanniques sont lancées contre les Italiens : la force de Cunningham du Kenya en Éthiopie et les divisions du nord au Soudan et en Érythrée. Le 20 janvier, l'Empereur, accompagné de Wingate, rencontre les soldats éthiopiens à la frontière entre le Soudan et l'Éthiopie.
Le 18 février 1941, la force Gidéon, avec des combattants d'Arbegnoch, attaque les garnisons des forts italiens et des patrouilles. Ainsi, en raison de l'avancée des forces de Cunningham en Somalie, les Italiens se retirent vers l'est par rapport à leurs positions initiales.